# Déli halálkígyó
A déli halálkígyó (Acanthophis antarcticus) Ausztrália keleti és déli részein élő, a mérgessiklófélékhez tartozó kígyófaj, a legveszélyesebb marású mérgeskígyók egyike.

## Rendszerezése
A fajt George Shaw és Frederick Polydore Nodder írták le 1802-ben.

## Alfajai
- Acanthophis antarcticus antarcticus (Shaw and Nodder, 1802)
- Acanthophis antarcticus schistos Wells and Wellington, 1985[1]

## Előfordulása
Ausztrália keleti és déli partvidéke mentén: az Északi terület északkeleti részén, Queensland és Új-Dél-Wales keleti, valamint Dél-Ausztrália és Nyugat-Ausztrália déli területein honos. A kontinens középső részein a sivatagi halálkígyó, északon pedig az északi halálkígyó váltja fel.

## Megjelenése
A déli halálkígyónak jellegzetes, rövid de vaskos, ellaposodó teste van; 70–100 cm-nél nem nő nagyobbra, de átlaghossza csak 40 cm. Feje nagy és háromszögletű, szemei kicsik. Több színváltozata is létezik, feketéstől szürkén keresztül élénk vörösbarna is lehet. Teste egész hosszában alapszínének megfelelő, de sötétebb, sűrű keresztcsíkozással díszített. Farka meglepően keskeny, vége gyakran eltérő, élénk színű, mivel ezzel csalogatja oda magához áldozatát az elrejtőzött halálkígyó. Hasa fehéres, fekete és barna foltokkal. Kis mérete ellenére 6 mm-es méregfogai bármely más ausztrál kígyóénál hosszabbak.

## Életmódja

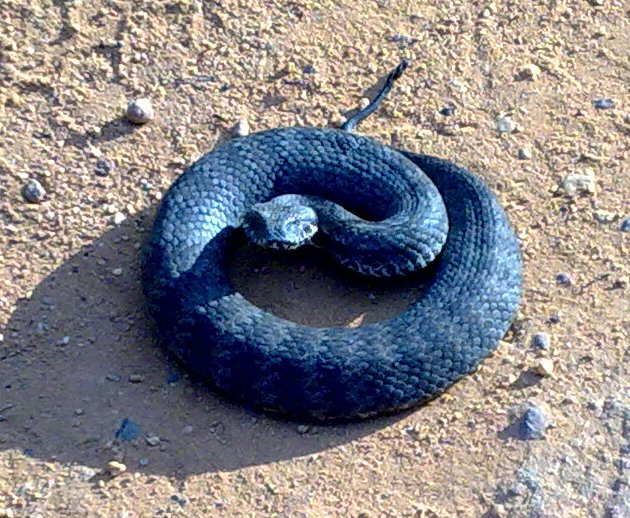

A déli halálkígyó nyílt ligetekben, bozótosokban, bokros területeken fordul elő. Nem mozgékony faj, többnyire a homokba, laza talajba, avarba ássa magát, ahol akár napokig is rejtőzve várja zsákmányát. Főleg kisemlősökre és gyíkokra, kisebb mértékben kétéltűekre és madarakra vadászik; a farka végén található feltűnő színű, féregszerű függeléket mozgatva próbálja őket közelebb csalogatni, hogy aztán villámgyorsan - az ausztrál mérgeskígyók közül leggyorsabban - megmarja őket. Veszélyessége is vadászati módszeréből következik; a legtöbb kígyó elmenekül az ember közeledtére, de a halálkígyó helyben marad és ha veszélyeztetve érzi magát rendkívüli gyorsasággal mar. A királykobráénál kb. másfélszer toxikusabb mérge neurotoxikus tulajdonságokkal bír, gátolja az idegsejtek ingerületátvitelét, ezért bénulást okoz. A mérgezés korai szimptómái a szemhéjak elnehezülése, émelygés, beszédproblémák; a későbbi stádiumban légzési nehézségek és bénulás. A tünetek általában a marást követő 20. órában érik el a maximumot. A halálkígyó marása ellenszérum beadása nélkül az esetek felében halálos.
A hímek két, a nőstények három és fél évesen érik el az ivarérettséget. A nőstények kétévente párzanak, többnyire tavasszal. A halálkígyók elevenszülők, ősszel hozzák világra 10-20 (egyes esetekben csak 2, de akár 42 is lehet) utódukat.

## Természetvédelmi helyzete
A déli halálkígyók létszáma az utóbbi időben jelentősen visszaesett, elsősorban azért, mert a mezőgazdaság és a lakóterületek terjedésével élőhelyük zsugorodik. A bozóttüzek is sok áldozatot szednek. Sok kígyó pusztulását okozza az országba a cukornádültetvények rovartalanítására behozott óriásvarangy, amelyet megesznek, de a béka toxikus bőrváladéka pusztulásukat okozhatja.